# Predrag Bjelac
Predrag Bjelac (* 30. červen 1962 Bělehrad, Srbsko) je filmový herec srbského původu.
Jeho nejznámější rolí je Igor Karkarov ve filmu Harry Potter a Ohnivý pohár. Objevil se také v Letopisech Narnie, Killing Eve, Eurotrip a českým divákům může být znám z filmu Gangster Ka.
Predrag žil v Česku se svou ženou Katarinou. Ve 47 letech se mu narodily dcery, dvojčátka. Před lety se rozvedli. Kromě herectví se věnuje i kaskadérství. Studoval na univerzitách v Bělehradě a v New Yorku.

## Filmografie
- 1985 – Sest dana juna
- 1987 – Poslednja prića (TV film)
- 1988 – Destroying Angel
- 1988 – Vuk Karadzić (seriál)
- 1988 – The Fortunate Pilgrim (seriál)
- 1989 – Kako je propao rokenrol
- 1989 – Drugarica ministraka (seriál)
- 1990 – Čudna noc
- 1991 – Stand by
- 1999 – Válečníci (TV film)
- 2000 – Harrisonovy květy
- 2000 – The Immortal (seriál)
- 2002 – Arianin souboj (TV film)
- 2002 – Návštěvník
- 2002 – Cries of Innocence (video film)
- 2003 – Poslední oběť
- 2003 – Děti planety Duna (seriál)
- 2003 – Karel II. - Moc a vášeň (seriál)
- 2004 – Až vyrostu, budu klokanem
- 2004 – EuroTrip
- 2005 – Nazdravíčko
- 2005 – Harry Potter a Ohnivý pohár
- 2005 – Dobrá čtvrť (seriál)
- 2005 – Love of fate
- 2006 – Satan přichází
- 2006 – Ro(c)k podvraťáků
- 2007 – MI-5 (seriál)
- 2008 – The Courier (TV film)
- 2008 – The Fixer (TV film)
- 2008 – Fišpánská jablíčka (TV film)
- 2008 – Maestro
- 2009 – Poste restante (seriál)
- 2009 – Ať žijí rytíři!
- 2010 – Kao rani mraz
- 2010 – Saša
- 2010 – Špačkovi v síti času (seriál)
- 2011 – 4teens
- 2011 – Czech Made Man
- 2013 – Cirkus Bukowsky (seriál)
- 2014 – Gangster Ka
- 2015 – Gangster Ka: Afričan
- 2016 – Vinnetou – Nový svět
- 2019 – Rapl
- 2020 – Slunečná
- 2021 – Zločiny Velké Prahy (seriál)
- 2022 – Duch (seriál)
- 2021 – Ubal a zmiz (TV-film)
- 2022 – Zakliata jaskyňa
- 2024 -- Výnimočná Nikol (epizódna postava)